# Ondella
L'Ondella è un piccolo torrente del Mergozzolo, in provincia di Novara, affluente dell'Agogna.

## Percorso
Il corso d'acqua nasce dalle pendici del Mottarone, presso la località detta Alpe Nuovo, in comune di Armeno.
Scorre con andamento S ricevendo, sia in sinistra che in destra idrografica, alcuni piccoli rivoli che nascono poco a monte; essi sono tutti corti e con scarsa portata. L'Ondella giunge presso la pista di Motocross di Armeno dove, poco a valle, sfocia nell'Agogna, a circa 10 km dalla propria sorgente.

## Regime idrologico
Pur usufruendo dell'alimentazione datagli dal Mottarone l'Ondella rimane più che altro un piccolo torrente, un rio. 
Di seguito una tabella illustra la portata media del torrente (dati CdF "Agogna"):
| Ondella a Alpe Nuovo (m³/s) | Ondella confluenza Agogna (m³/s) |
| --------------------------- | -------------------------------- |
| 0,10                        | 0,45                             |
| 0,15                        | 0,67                             |